# NGC 6371
NGC 6371 est une galaxie spirale située dans la constellation d'Hercule. Sa vitesse par rapport au fond diffus cosmologique est de 6 369 ± 49 km/s, ce qui correspond à une distance de Hubble de 93,9 ± 6,6 Mpc (∼306 millions d'al). NGC 6371 a été découverte par l'astronome allemand Albert Marth en 1864.
La base de données HyperLeda classe cette galaxie comme une lenticulaire (S0-a), mais l'image provenant des données du relevé SDSS montre clairement la présence de bras spiraux. La classification de galaxie spirale préconisée par Wolfgang Steinicke et le professeur Seligman décrit mieux cette galaxie.